# Provincie Piacenza
Piacenza (Provincia di Piacenza) je italská provincie v oblasti Emilia-Romagna. Sousedí na jihu s provincií Genova, na severu s provinciemi Lodi a Cremona, na západě s provinciemi Pavia a Alessandria a na východě s provincií Parma.